# شيلب متوسط
شيلب متوسط (الاسم العلمي:Schilbe intermedius) (بالإنجليزية: Silver catfish)‏ هو نوع من الأسماك يتبع جنس الشيلب من فصيلة الشيلبيات.